# Obed Estrada
Obed Estrada (31 de julio de 1994, Colima, Colima, México) es un futbolista mexicano, juega como delantero y actualmente se encuentra Sin Equipo.

## Estadísticas

### Clubes
Actualizado al último partido jugado el 2 de abril de 2022.
| Leones Negros · México                                                        | 2.ª                 | 2011-12             | 10 | 0 | -  | - | - | - | 10 | 0  | 0,00 |
| Leones Negros · México                                                        | 2.ª                 | 2012-13             | 0  | 0 | 6  | 0 | - | - | 6  | 0  | 0,00 |
| Leones Negros · México                                                        | 2.ª                 | 2013-14             | 0  | 0 | 4  | 0 | - | - | 4  | 0  | 0,00 |
| Leones Negros · México                                                        | 2.ª                 | 2014-15             | 0  | 0 | 3  | 0 | - | - | 3  | 0  | 0,00 |
| Leones Negros · México                                                        | 2.ª                 | 2015-16             | 3  | 0 | 8  | 0 | - | - | 11 | 0  | 0,00 |
| Leones Negros · México                                                        | 2.ª                 | 2016-17             | 10 | 0 | 4  | 1 | - | - | 14 | 1  | 0,07 |
| Leones Negros · México                                                        | Total               | Total               | 23 | 0 | 25 | 1 | 0 | 0 | 48 | 1  | 0,02 |
| Loros de Colima · México                                                      | 2.ª                 | 2019-20             | 3  | 0 | -  | - | - | - | 3  | 0  | 0,00 |
| Loros de Colima · México                                                      | Total               | Total               | 3  | 0 | 0  | 0 | 0 | 0 | 3  | 0  | 0,00 |
| Tecos F. C. · México                                                          | 3.ª                 | 2021-22             | 25 | 9 | -  | - | - | - | 25 | 9  | 0,36 |
| Tecos F. C. · México                                                          | Total               | Total               | 25 | 9 | 0  | 0 | 0 | 0 | 25 | 9  | 0,36 |
| Total en su carrera                                                           | Total en su carrera | Total en su carrera | 51 | 9 | 25 | 1 | 0 | 0 | 76 | 10 | 0,14 |
| (1) Incluye datos de Copa México. (3) No incluye goles en partidos amistosos. |                     |                     |    |   |    |   |   |   |    |    |      |